# Canthon nyctelius
Canthon nyctelius là một loài bọ cánh cứng trong họ Bọ hung (Scarabaeidae).